# 名鉄観光サービス
名鉄観光サービス株式会社（めいてつかんこうサービス）は、愛知県名古屋市中村区に本社を置く名鉄グループの旅行会社。「名鉄観光」の通称を用いて店舗展開を行っている。

## 企業概要
国内旅行、海外旅行のツアー及び国際貨物事業を主たる業務としている。店舗は全国に展開しており、旅行部門では山形県、栃木県、鳥取県、山梨県、福井県を除く42都道府県で旅客支店（登録店舗）101ヵ所（2018年（平成30年）1月現在）を有している。国際貨物部門は、社内の名鉄国際貨物カンパニーのもと国際貨物支店21ヵ所、海外事務所10カ所を有している。

## 沿革
- 1953年（昭和28年）
  - 1月 - 株式会社名鉄共栄社が、旅行斡旋業登録愛知県第1号をうける[5]。
  - 3月 - 株式会社名鉄共栄社内に観光部を新設、観光案内及び旅行斡旋事業を開始する[5]。
- 1959年（昭和34年）10月 - ワールド・ワイド・トラベル・リミテッドを株式会社名鉄航空サービスと改名する[5]。
- 1960年（昭和35年）3月 - 株式会社名鉄共栄社を名鉄観光サービス株式会社 (初代)と改称する[5]。
- 1961年（昭和36年）4月 - 名鉄観光サービス株式会社 (初代)が名鉄産業株式会社に商号変更するとともに、観光・広告・写真部門が分社され名鉄観光サービス株式会社 (2代)が発足する[5][4]。当社ではこの日を創立日としている[3]。
- 1962年（昭和37年）
  - 4月 - 全国主要都市に営業所を設立。現在は45都道府県に進出。
  - 8月 - 旅行斡旋業登録運輸省一般第55号をうける[5]。
- 1964年（昭和39年）7月 - 国鉄（現・JR）団体券受託販売を開始する。
- 1966年（昭和41年）5月 - 名鉄観光サービス株式会社（2代）が広告部門を残し株式会社名鉄エージェンシーに商号変更するとともに、旅行部門が分割の上で株式会社名鉄航空サービスへ合併し、総合旅行業の名鉄観光サービス株式会社（3代）が発足する[5][4]。
- 1971年（昭和46年）6月 - 航空貨物新IATA代理店認可。
- 1972年（昭和47年）9月 - 碧海観光サービス株式会社を傘下に収める[5]。
- 1973年（昭和48年）11月 - 航空貨物部門の海外ネット網づくりの第一歩としてシカゴに駐在事務所を開設する。
- 1979年（昭和54年）10月 - ロサンゼルスに駐在事務所を開設する。
- 1981年（昭和56年）5月 - ニューヨークに駐在事務所を開設。
- 1982年（昭和57年）6月 - 中国国際旅行総牡（中国の旅行会社）と業務提携。
- 1983年（昭和58年）5月 - 国鉄（現・JR）の普通乗車券の発売を開始する。
- 1985年（昭和60年）10月 - 国内企画商品オンライン予約システム「マックス」稼働開始。
- 1986年（昭和61年）
  - 7月 - 名鉄エクスプレスコーポレーションUSA（MEC・USA）をロサンゼルスに設立し、ニューヨーク、シカゴ、ホノルルにそれぞれ支店を開設。
  - 8月 - 海外企画商品オンライン予約システム「マックス」稼働開始。
  - 10月 - 香港百勝旅運有限公司と資本提携し、香港事務所を開設する。
- 1988年（昭和63年）4月 - 甲府営業所開設。全国全県ネットワーク完成。
- 1990年（平成2年）
  - 4月 - JTBとのオンラインシステムの結合。
  - 11月 - 郵政省制定「大都市型簡易郵便局（愛称：シティ・ポスト）」全国第1号店を名古屋・柳橋営業所に開設。（現在は同営業所自体が統合されたため郵便局も閉鎖されている。）
- 1991年（平成3年）5月 - 名鉄エクスプレスコーポレーションUSA（MEC・USA）ホノルル支店を分離独立、ハワイ名鉄INC.を設立。
- 1992年（平成4年）1月 - 組織改正により、営業所を支店に、営業本部を支社と改称する。
- 1996年（平成8年）11月 - 株式会社めいかん企画が子会社として設立[5]。
- 2000年（平成12年）
  - 4月 - 創立40周年を迎える。 
    - 同月 - 新コンピュータシステム「PRIMO」が本格稼働する。
- 2001年（平成13年）
  - 3月 - スポーツ振興くじの発売を全国29支店で開始する。
  - 10月 - 国際貨物の新コンピュータシステム「ECHO」が稼働開始。
- 2002年（平成14年）12月 - 愛・地球博の入場販売管理業務を受注する。
- 2003年（平成15年）3月 - ISO9001を認証取得。旅行サービス全般では業界初。
- 2009年（平成21年）4月16日 - 地球の歩き方T&Eと留学事業において業務提携。
- 2011年（平成23年）4月 - 創立50周年。
- 2013年（平成25年）5月 - JATAツアーオペレーター品質認証取得。
- 2014年（平成26年）1月 - プライバシーマーク取得。
- 2015年（平成27年）1月 - 海外旅行新予約システム「旅pad」が本格始動。
- 2016年（平成28年）3月 - 台湾事務所開設。
- 2022年（令和4年）1月 - 碧海観光サービス株式会社と株式会社めいかん企画を吸収合併[5]。
- 2022年（令和4年）4月 - 名鉄国際貨物カンパニーを名鉄ワールドトランスポート株式会社へ分社[5]。

## 関連会社
- 名鉄トラベルUSA
- 名鉄エクスプレスコーポレーションUSA
- 香港百勝旅運有限公司

## 不祥事
- 2019年（令和元年）8月、同社苫小牧支店が北海道苫小牧市内の小学校の修学旅行の手配ミスをしてバスが来ず、修学旅行が中止（延期）になった[6][7][8]。
- 2023年（令和5年）10月、国の新型コロナウイルス対策の雇用調整助成金（雇調金）を247万円不正受給していたと発表した。従業員が休業したり教育訓練を受けたりした際に受け取れる助成金だが、実際には社員らが出勤していたという。厚生労働省愛知労働局から5月、不正の疑いがあると指摘を受け、社内を調査。その結果、雇調金などを受けた2020年4月～22年4月、中部地方の1支店で働く社員6人分の計144件が不正と判断し、愛知労働局に申告した。休業予定日に実際には出勤したのに、勤務表では出勤扱いにしていなかったという[9]。